# آنسان
شهر آنسان (به کره‌ای: 안산) (به انگلیسی: Ansan) با جمعیت ۶۸۱٫۵۹۰ نفر در ایالت گیونگی-دو در کشور کره‌جنوبی واقع شده‌است. به دلیل صنعتی بودن این شهر شمار بسیاری کارگران مهاجر در اینجا به‌طور قانونی یا غیرقانونی مشغول به‌کار هستند. بیشتر کارگاران خارجی در محله وانگوگ دونگ (원곡동) زندگی می‌کنند.